# Typhlodromus ulmi
Typhlodromus ulmi är en spindeldjursart som beskrevs av Wang och Xu 1985. Typhlodromus ulmi ingår i släktet Typhlodromus och familjen Phytoseiidae. Inga underarter finns listade i Catalogue of Life.